# Mayo-Danay

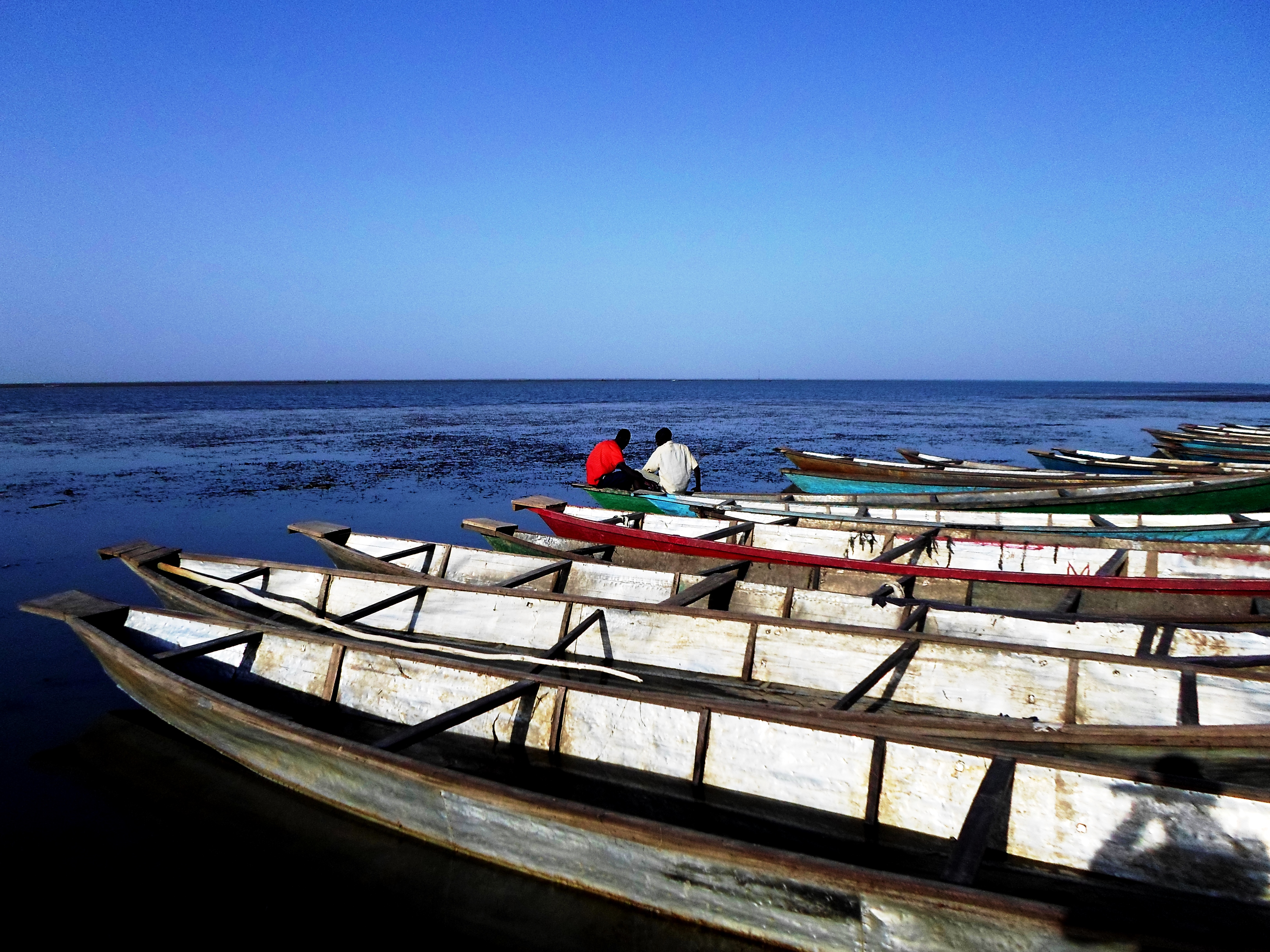
Le lac de Maga (Cameroun) à Mayo-Danay. Mai 2015.

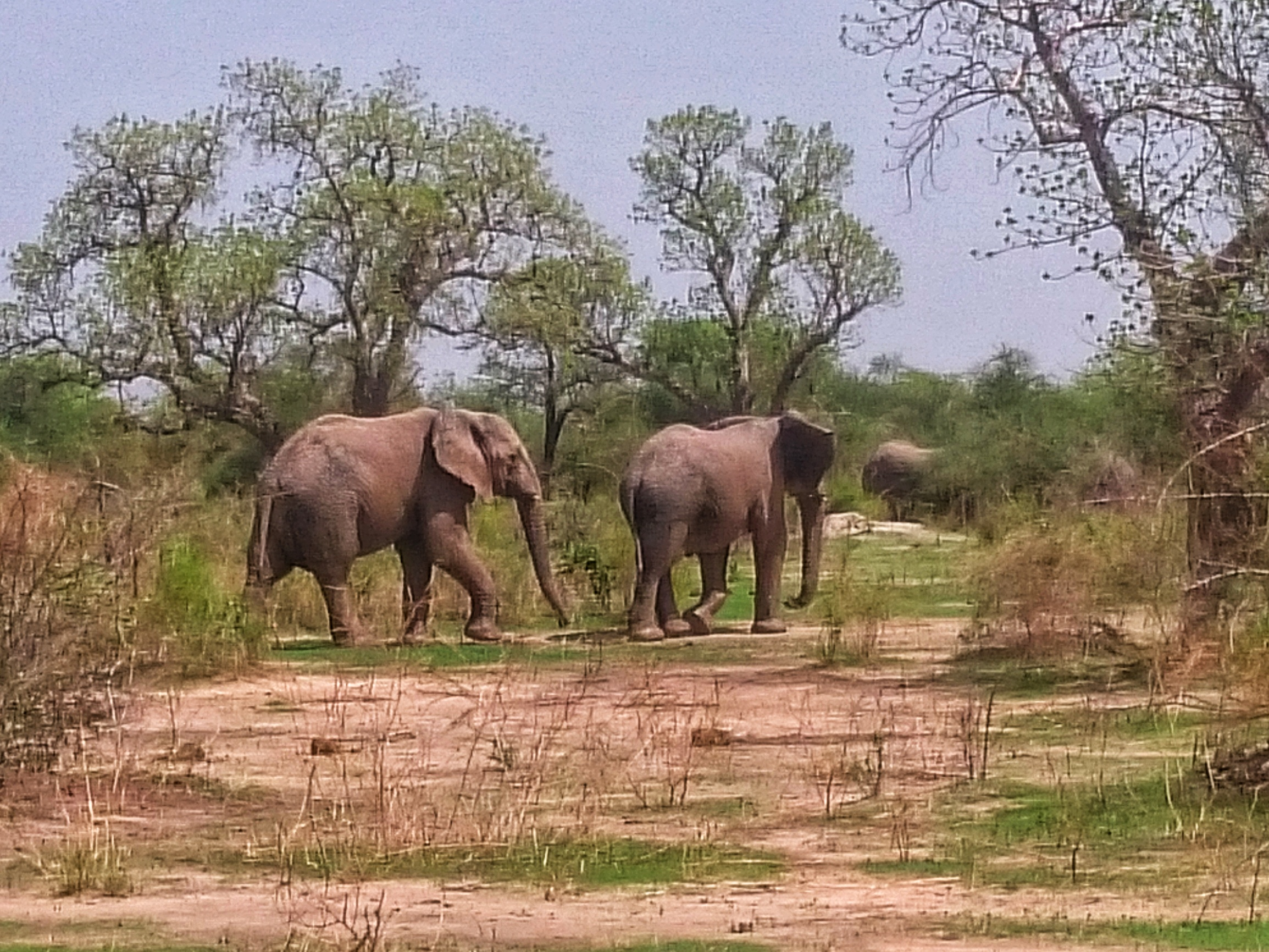
Les éléphants dans la réserve faunique de Kalfou à Mayo-Danay. Mai 2016.

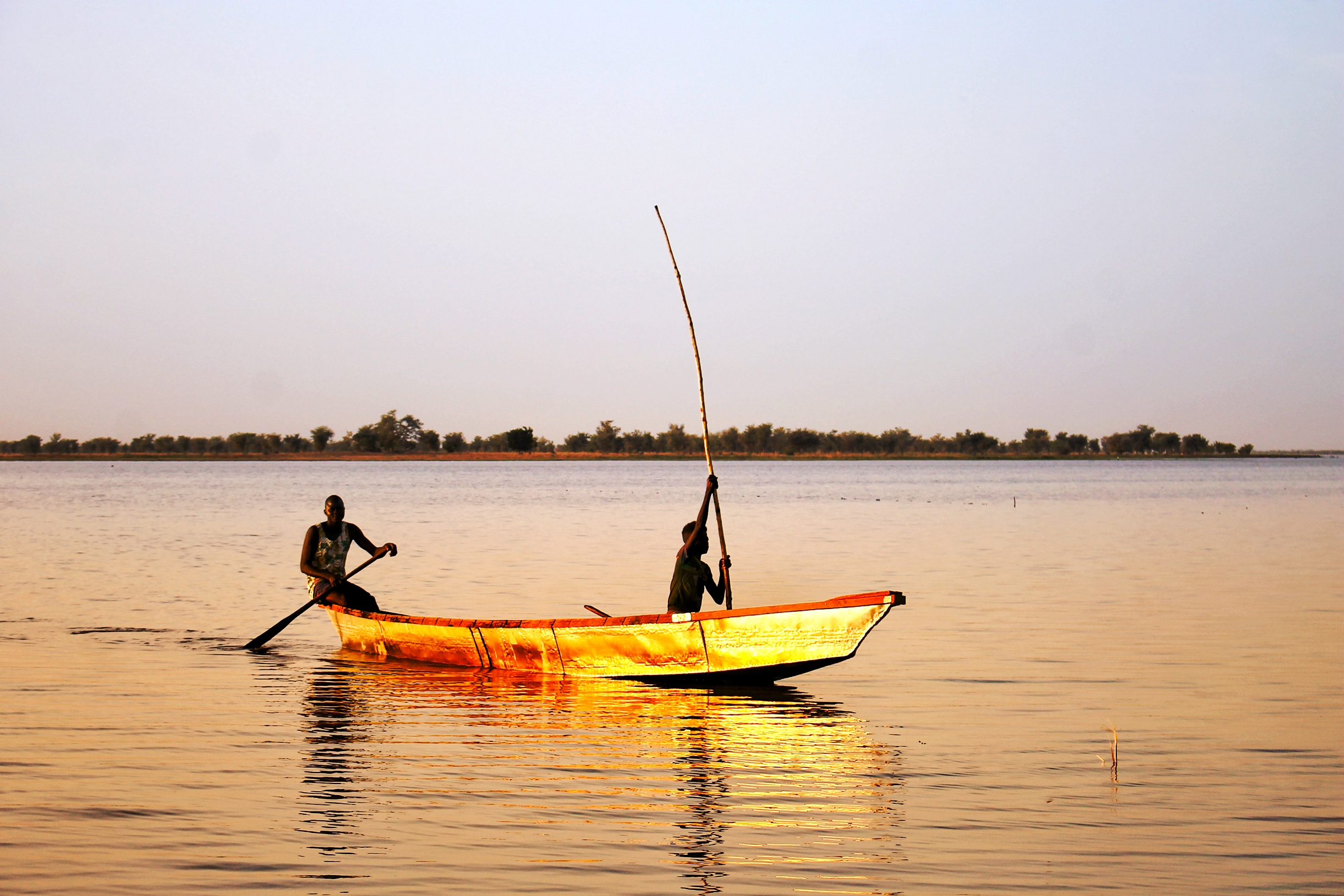
Lac Guere, Mayo-Danay.

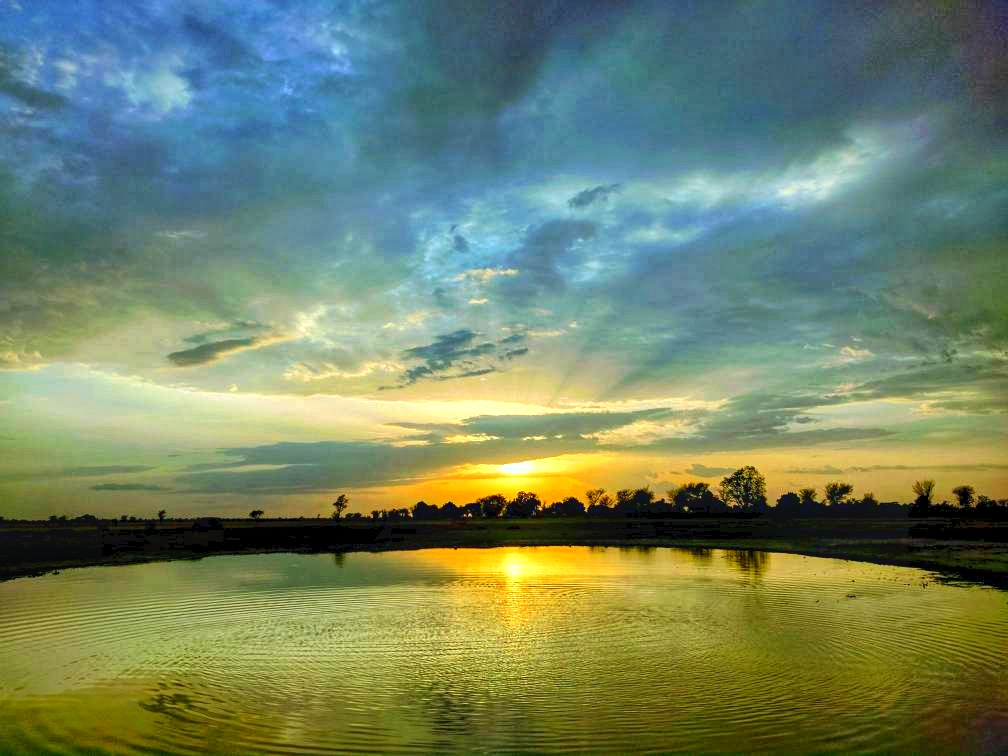
Coucher du soleil à kalfou.

Le Mayo-Danay est un département du Cameroun situé dans la  région de l'Extrême-Nord. Son chef-lieu est Yagoua.
Maayo signifie « cours d'eau » en peul du Cameroun.

## Organisation administrative
Le département est découpé en 11 arrondissements et/ou communes :
- Datcheka
- Gobo
- Guémé
- Guéré
- Kai-Kai
- Kalfou
- Kar-Hay
- Maga
- Tchati-Bali
- Wina
- Yagoua